# Cochlidium graminoides
Cochlidium graminoides är en stensöteväxtart som först beskrevs av Olof Peter Swartz, och fick sitt nu gällande namn av Georg Friedrich Kaulfuss. Cochlidium graminoides ingår i släktet Cochlidium och familjen Polypodiaceae. Inga underarter finns listade.